# Tosi (Népal)
Pour les articles homonymes, voir Tosi.
Tosi (en népalais : तोसी) est un comité de développement villageois du Népal situé dans le district d'Achham. Au recensement de 2011, il comptait 2 282 habitants.